# قلعة رشكوئية
قلعة رشكوئية (بالفارسية: قلعه رشکوئیه) هي قلعة تاريخية تعود إلى عصر القاجاريون، وتقع في مقاطعة تفت.